# Захаров, Анатолий Александрович
Анато́лий Алекса́ндрович Заха́ров (1 октября 1940 — 4 ноября 2021) — советский и российский энтомолог, доктор биологических наук (1983), ведущий научный сотрудник ИПЭЭ РАН, ведущий в мире специалист по внутривидовым структурам и социальной организации у муравьёв. Стоял у истоков практического использования рыжих лесных муравьёв в целях лесозащиты (1963), разработал методические рекомендации по расселению полезных видов этих общественных насекомых (1967).

## Биография
Родился 1 октября 1940 года. В 1963 году окончил Московский лесотехнический институт. С 1968 года работал в Институте проблем экологии и эволюции имени А. Н. Северцова РАН. В 1968 году защитил кандидатскую диссертацию на тему «Колониальность у рыжих лесных муравьёв (Биология, развитие колоний и основы их использования в лесозащите)», а в 1983 году — докторскую диссертацию «Развитие социальной организации у муравьев». Автор более 160 публикаций, монографий и книг. Вышедшая в 1972 году монография «Внутривидовые отношения у муравьев» сразу стала настольной книгой для мирмекологов. Им впервые разработаны схемы иерархии функциональных групп муравьёв и особенности функционирования надсемейных структур (суперколоний и федераций муравейников). Исследовал организацию сообществ тропических муравьев во время экспедиций во Вьетнам, в Австралию, на острова Океании, на Сейшелах и в Перу.
В 1993 году в честь А. А. Захарова был назван вид тропических муравьёв Strumigenys zakharovi Dlussky, 1993.
Был членом оргкомитетов нескольких всесоюзных и всероссийских научных симпозиумов и совещаний (ХIII Всероссийское совещание по почвенной зоологии, Йошкар-Ола, 2002; большинство мирмекологических симпозиумов). Заместитель главного редактора «Журнала общей биологии»[РАН. В 2006 году получил Премию Международной издательской компании «Наука/Интерпериодика» за лучшую публикацию в издаваемых её журналах (Зоологический журнал).
Скончался 4 ноября 2021 года.

## Основные труды

### Книги
- Захаров А. А. Внутривидовые отношения у муравьёв / д.б.н. К. В. Арнольди. — М.: Наука, 1972. — 216 с. — 1500 экз.

- Захаров А. А. Муравей, семья, колония / д. б. н. К. В. Арнольди. — М.: Наука, 1978. — 144 с. — (Человек и окружающая среда). — 50 000 экз.

- Захаров А. А. Организация сообществ у муравьёв / д.б.н. Г. М. Длусский. — М.: Наука, 1991. — 277 с. — 850 экз. — ISBN 5-02-005843-2.

- Стриганова Б. Р., Захаров А. А. Пятиязычный словарь названий животных: Насекомые. Латинский, русский, английский, немецкий, французский / под ред. д-ра биол. наук, проф. Б. Р. Стригановой. — М.: РУССО, 2000. — 560 с. — 1060 экз. — ISBN 5-88721-162-8.

- Захаров А. А. Муравьи лесных сообществ / Отв. ред. чл.-корр. РАН Б. Р. Стриганова. — М.: Товарищество научных изданий КМК, 2015. — 404 с. — 250 экз. — ISBN 978-5-9907157-1-4.

- Захаров А. А. Муравей, семья, колония. — М.: «Фитон ХХI», 2019. — 192 с. — 1000 экз. — ISBN 978-5-906811-68-4.

### Основные статьи
- Захаров А. А. Некоторые вопросы колониальности у муравьёв Formica s. str. (Hymenoptera, Formicidae) // Зоологический журнал. — 1968. — Т. 47, № 11. — С. 1659–1671.

- Захаров А. А. Посекторное распределение колонн внутри гнезда Formica s.str. (Hymenoptera, Formicidae) // Зоологический журнал. — 1973. — Т. 52, № 4. — С. 519–524.

- Захаров А. А. Структура семьи и образование колонии у муравьёв Formica s. str. (Hymenoptera, Formicidae) // Зоологический журнал. — 1974. — Т. 53, № 1. — С. 58–65.

- Захаров А. А. Эволюция социального образа жизни у муравьёв // Зоологический журнал. — 1975. — Т. 54, № 6. — С. 861–872.

- Захаров А. А. Миграции рабочих муравьёв Formica lugubris в искусственном гнезде // Экология. — 1976. — № 4. — С. 49–54.

- Захаров А. А. Индивидуальная территориальная конкуренция у муравьёв // Журнал общей биологии. — 1978. — Т. 39, № 3. — С. 444–451.

- Zacharov A. A. Vertical structure of the ant communities and their role in the Peruvian selva // Mem. Zool. — 1990. — Т. 44, № 3. — С. 7–11.

- Захаров А. А. Стадии развития эусоциальности у насекомых и критерии их выделения // Журнал общей биологии. — 1993. — Т. 54, № 5. — С. 609–618.

- Захаров А. А. Освоение муравьями биотопов в горах Карконоше // Известия РАН. — 1999. — Т. 26, № 6. — С. 690–700.

- Захаров А. А. Муравьи: объекты, модели, концепции // Успехи современной биологии. — 2003. — Т. 123, № 3. — С. 211—212.